# Le Born (Lozère)
Le Born ist eine französische Gemeinde mit 156 Einwohnern (Stand: 1. Januar 2022) im Département Lozère in der Region Okzitanien. Sie gehört zum Arrondissement Mende und zum Kanton Grandrieu. Die Einwohner werden Borniquels genannt.

## Geographie
Die Gemeinde Le Born liegt im südlichen Zentralmassiv im Süden der Berglandschaft Margeride am Nordrand der Cevennen, acht Kilometer nordöstlich von Mende. Umgeben wird Le Born von den Nachbargemeinden Monts-de-Randon im Nordwesten und Norden, Arzenc-de-Randon im Nordosten, Pelouse im Osten, Badaroux im Süden und Südwesten sowie Chastel-Nouvel im Südwesten und Westen. Auf dem auf 1400 m über dem Meer gelegenen bewaldeten Plateau du Palais du Roi stehen vier Windkraftanlagen.

## Bevölkerungsentwicklung
| Jahr                       | 1962 | 1968 | 1975 | 1982 | 1990 | 1999 | 2006 | 2016 | 2022 |
| Einwohner                  | 229  | 200  | 162  | 149  | 123  | 147  | 150  | 148  | 156  |
| Quellen: Cassini und INSEE |      |      |      |      |      |      |      |      |      |

## Sehenswürdigkeiten
- Kirche Saint-Jean-Baptiste